# Роуз, Джошуа
Джошуа Лиам Роуз (англ. Joshua Liam Rose; род. 16 декабря 1981, Рокгемптон, Квинсленд, Австралия) — австралийский футболист, в настоящее время выступает в составе клуба «Эджворт». Ранее выступал в А-Лиге в клубах «Нью Зиланд Найтс», «Сентрал Кост Маринерс» и «Мельбурн Сити», а также в Национальной футбольной лиге за «Брисбен Страйкерс» и в Лиге I за «Университатя».

## Биография
Родился в Рокгемптоне, штат Квинсленд. Футболом начал заниматься в клубе «Уиннум Вулвз», в 2001 году дебютировал во взрослом футболе и выступал за клуб до самого закрытия Национальной футбольной лиги, за клуб провел 52 матча и забил 8 голов.
В дебютном сезоне А-Лиги выступал в составе «Нью Зиланд Найтс», забил свой дебютный и единственный гол в составе клуба в матче второго тура против «Сидней». Всего за клуб провёл 12 матчей.
В 2006 году перешёл в клуб «Университатя (Крайова)», в котором выступал на протяжении трёх сезонов и провёл 113 матче и забил 9 голов.
8 марта 2010 года он подписал двухлетний контракт с клубом «Сентрал Кост Маринерс». Это было первое приобретение Грэма Арнольда после того, как он стал главным тренером клуба. 17 июня, он дебютировал за клуб и забил гол в товарищеском матче против «Сентрал Кост Лайтнинг», в котором «Сентрал Кост Маринерс» выиграли со счетом 7:1. Роуз провел выдающийся первый сезон в клубе, благодаря чему команда заняла второе место в регулярном чемпионате и вышла в плей-офф. Роуз также получил клубную награду как лучший футболист сезона «Маринерс».
20 июля 2013 года Роуз вышел в стартовом составе Сборной всех звёзд А-Лиги в матче против «Манчестер Юнайтед», в котором его команда потерпела поражение со счетом 5:1, благодаря голам Дэнни Уэлбека, Джесси Лингарда и Робина ван Перси. Роуз отыграл 64 минуты матча и его заменил нападающий «Уэстерн Сидней Уондерерс» Марк Бридж.
11 августа 2016 года Роуз покинул «Сентрал Кост Маринерс» и перешел в клуб «Мельбурн Сити», подписав контракт сроком на один год. Проведя за клуб 23 матча руководство «Мельбурн Сити» не продлевать контракт с защитником.
3 июля 2017 года Роуз вернулся в «Сентрал Кост Маринерс», подписав контракт сроком на один год. 6 апреля 2018 года Роуз объявил о завершении карьеры в А-Лиге после окончании сезона.
2 мая 2018 года Роуз присоединился к команде Национальной премьер-лиги Севера Нового Южного Уэльса «Эджворт».

## Достижения

### Клубные
- Чемпион А-Лиги: (2012/13)
- Победитель регулярного чемпионата А-Лиги: (2011/12)

### Индивидуальные
- Лучший футболист сезона «Сентрал Кост Маринерс»: (2010/11)
- Сборная А-Лиги сезона: (2010/11, 2011/12)
- Сборная всех звёзд А-лиги: (2013, 2014)